# Raise Vibration
Raise Vibration ist das elfte Studioalbum des Musikers Lenny Kravitz. Es erschien am 7. September 2018 als zweite Veröffentlichung bei seinem Label Roxie Records mit Vertrieb durch BMG Rights Management.

## Entstehung
Lenny Kravitz schrieb alle Lieder des Albums selbst und spielte auch die Instrumente selbst ein. Begleitet wurden die Aufnahmen in den Gregory Town Sound Studios auf Eleuthera in den Bahamas mit Unterstützung von Craig Ross sowie weiteren Musikern und Sängern. Gemastert wurde es von Bernie Grundman.
Die Ideen zu vielen Stücken auf dem Album seien ihm im Schlaf gekommen, sodass er teils Nachts aufwachte und ins Studio fuhr, um sie gleich aufzunehmen. Für Low verwendete er im Hintergrund Aufnahmen von Michael Jackson, die aus der früheren Zusammenarbeit zu „(I Can’t Make It) Another Day“ stammen. In Johnny Cash verarbeitet er seine Gefühle, die er nach dem Tod seiner Mutter Roxie Roker hatte. Johnny Cash und June Carter hätten ihn getröstet, als er von ihrem Tod erfuhr – sie wohnten zu diesem Zeitpunkt im gleichen Haus beim Produzenten Rick Rubin in Los Angeles.
In den Kompositionen Who Really Are the Monsters? und Here to Love nimmt er politisch Stellung zur Lage auf der Welt und wendet sich gegen sämtliche kriegerischen Handlungen. Mit It´s Enough prangert er zusätzlich die Umweltzerstörung an – das begleitend dazu erschienene Musikvideo mit einer Länge von 7:55 Minuten macht dies mit Originalausschnitten aus offiziellen Berichterstattungen deutlich.
Das in Blautönen gehaltene Albumcover zeigt Lenny Kravitz frontal mit überkreuzten Beinen am Strand stehend vor dem Sonnenuntergang im Hintergrund.

## Titelliste
Alle Titel wurden von Lenny Kravitz geschrieben. Die Musik für zwei Titel komponierte er zusammen mit Craig Ross.
| Nr.          | Titel                           | Musik         | Länge |
| ------------ | ------------------------------- | ------------- | ----- |
| 1.           | We Can Get It All Together      | Kravitz       | 4:40  |
| 2.           | Low                             | Kravitz       | 5:19  |
| 3.           | Who Really Are the Monsters?    | Kravitz, Ross | 5:19  |
| 4.           | Raise Vibration                 | Kravitz       | 5:27  |
| 5.           | Johnny Cash                     | Kravitz       | 6:18  |
| 6.           | Here to Love                    | Kravitz       | 4:42  |
| 7.           | It´s Enough                     | Kravitz       | 7:55  |
| 8.           | 5 More Days ‘Til Summer         | Kravitz       | 4:02  |
| 9.           | The Majesty of Love             | Kravitz       | 5:49  |
| 10.          | Gold Dust                       | Kravitz, Ross | 5:08  |
| 11.          | Ride                            | Kravitz       | 5:58  |
| 12.          | I’ll Always Be Inside Your Soul | Kravitz       | 3:58  |
| Gesamtlänge: | Gesamtlänge:                    | Gesamtlänge:  | 64:35 |

## Veröffentlichungen
Vor der Veröffentlichung des Albums am 7. September 2018 erschienen die Singles It´s Enough am 11. Mai, Low am 29. Mai und 5 More Days ‘Til Summer am 27. Juli. Am 26. Juli 2018 erschien ein Remix des Titels Low von David Guetta.
Bereits vor Erscheinen des Albums gab es mit der Raise Vibration-Tour eine Tournee, die am 13. April 2018 in Mexiko begann. In Deutschland gab er fünf Konzerte sowie je eins in Wien und Zürich. Die Tour wurde bis in das Jahr 2019 fortgesetzt, wo er im Mai 2019 zwei Konzerte in Deutschland gab.

## Rezeption
Die Kritiken zum Album fielen gemischt aus. Sven Kabelitz von laut.de meint: „Mit ‚Raise Vibration‘ gelingt es Lenny Kravitz, die Abwärtsspirale, die seit zwanzig Jahren erst zaghaft und dann immer mehr anspannte, zu nutzen und voller Eifer zurückzuschnellen. Im Spirit an seine ersten Alben angelehnt, verpasst ihm Gitarrist Craig Ross einen klaren, teilweise zu braven Sound. Etwas mehr Pfeffer hätte manchem Stück gut getan, ein paar Songs bleiben unter ihrem Potential. Trotzdem liefert Kravitz unerwartet sein bestes Album seit 5.“ (Sven Kabelitz: laut.de)
Felix Heinecker sieht das ähnlich: „Die zwölf Songs lassen sich Zeit, zelebrieren Jam-Sessions und kümmern sich weitgehend einen Dreck um enge Songwriting-Korsetts. Gut so. […] So ein richtig großer Lyriker war er nie, aber was an Banalitäten auf ‚Raise vibration‘ auszuhalten ist, strengt durchaus an. […] unterm Strich ist ‚Raise vibration‘ wieder ein Album mit tollen Songs und ein paar Fehltritten, das dennoch kaum neue Fans anlocken wird.“ (Felix Heinecker: plattentest.de)

„Beweisen muss Lenny Kravitz auf seinem elften Album nichts mehr. Bei klassischem Rock nimmt er zur Weltlage Stellung und hofft auf die Aussöhnung der Menschheit. Am stärksten ist die Platte dort, wo die Botschaft zweitrangig wird und Kravitz Instrumente sprechen lässt.“

## Chartplatzierungen
In Deutschland war das Album acht Wochen in den Charts und stieg bis auf den dritten Platz. Es erreichte Platz 43 in den amerikanischen Billboard 200, Platz 19 in Großbritannien, Platz drei in der Schweiz sowie Platz vier in Österreich. Damit hatte Raise Vibration weniger Erfolg als das Vorgängeralbum Strut. Die erfolgreichste Single in den Charts war Low.
| ChartsChartplatzierungen       | Höchstplatzierung | Wochen |
| ------------------------------ | ----------------- | ------ |
| Deutschland (GfK)              | 3 (8 Wo.)         | 8      |
| Österreich (Ö3)                | 4 (7 Wo.)         | 7      |
| Schweiz (IFPI)                 | 3 (13 Wo.)        | 13     |
| Vereinigte Staaten (Billboard) | 19 (1 Wo.)        | 1      |
| Vereinigtes Königreich (OCC)   | 19 (1 Wo.)        | 1      |

| ChartsJahrescharts (2018) | Platzierung |
| ------------------------- | ----------- |
| Schweiz (IFPI)            | 47          |